# Беретти, Александр Викентьевич

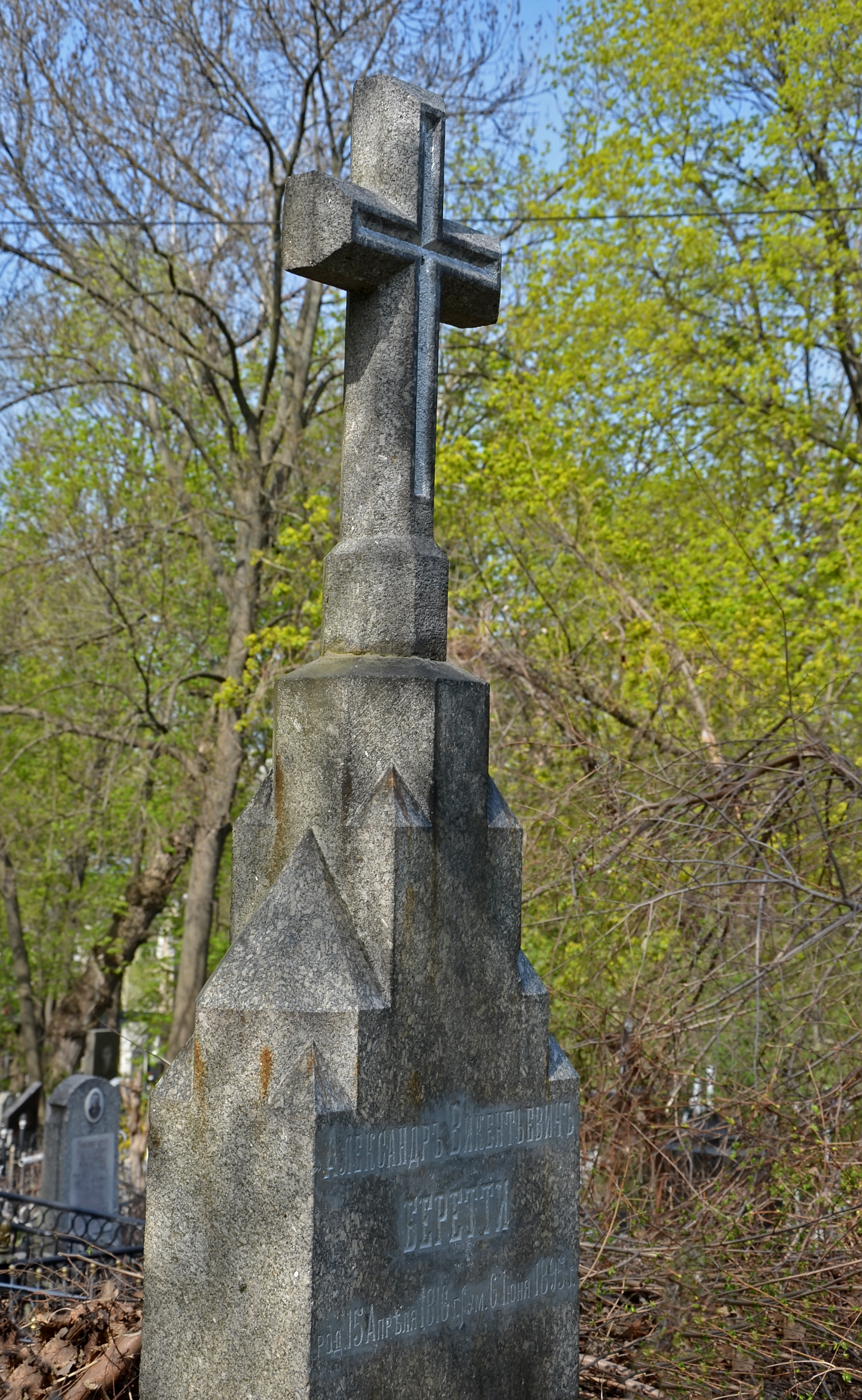
Могила Александра Беретти на Байковом кладбище в Киеве

Алекса́ндр Вике́нтьевич Бере́тти (15 (27) апреля 1816, Санкт-Петербург, Российская империя — 6 (18) июня 1895, Киев, Российская империя) — русский архитектор итальянского происхождения, известный постройками в Санкт-Петербурге и Киеве середины XIX века. Академик архитектуры (1840) и педагог.

## Биография
Родился в Санкт-Петербурге в 1816 году. Сын известного архитектора В. И. Беретти.
С 1827 года учился в Императорской Академии художеств. Получил медали Академии художеств: малая серебряная (1834), больший серебряные медали (1835 и 1836).
Был признан «назначенным в академики» (1839).  Избран в академики (1840) за «Проект кадетского корпуса на 100 человек». Преподавал историю архитектуры в Университете Святого Владимира.
Пик известности и востребованности Александра Беретти пришёлся на 1840–1850 годы. В этот период он благодаря благосклонности генерал-губернатора Бибикова выполнил наиболее значимые свои работы:
- Первая киевская гимназия (1850–1852); ныне гуманитарный корпус университета.
- Анатомический театр Киевского университета Св. Владимира (1851—1853) — адрес: ул. Богдана Хмельницкого, 37.
- Дворянское собрание.
- Пансион графини Левашовой (1850-е годы); ныне здание Президиума НАН Украины;
- Реальное училище (1850-е годы, ныне Дипломатическая академия);
- Владимирский собор (проект, в соавторстве);
- автор собственного особняка на Владимирской улице, 35;
- по проектам А. В. Беретти построены 23 здания училищ в ряде городов Российской империи (ныне городов Украины).

За периодом востребованности и признания последовали неудачи и неприятности (см. ниже). После отстранения от строительства Владимирского собора Александр Викентьевич прожил ещё три десятилетия, почти не работая по специальности. Умер в Киеве, похоронен на Байковом кладбище недалеко от могилы отца.

### Кирилловская церковь
В 1860 году в Киеве в Кирилловской церкви были открыты фрески XII века: во время богослужения от стены отвалился кусок извести, и священник увидел на стене лицо святого. Открытие имело общегосударственное значение. Фрески решили расчистить. Руководителем реставрационных работ назначили Александра Беретти. Но работы выполнялись плохо — несколько фресок были почти уничтожены. Беретти со скандалом отстранили от работы. Его преемником стал известный искусствовед, археолог и художественный критик Адриан Прахов.

### Владимирский собор
Беретти назначили руководителем строительства Владимирского собора. 15 (27) июля 1862 года начали постройку собора, после чего в первоначальный проект были несколькими архитекторами последовательно внесены изменения. Непосредственный надзор за строительством строительный комитет поручил А. В. Беретти, который внёс значительные изменения в проект Штрома — Спарро.
Уже в 1866 году собор был выстроен до куполов. Однако неожиданно стены, а вслед за ними арки и перекрытия дали глубокие трещины. Стало понятно, что они не выдержат веса куполов. Работы прекратили, был создан специальный технический комитет из ведущих киевских архитекторов, из Петербурга вызвали Ивана Штрома. Выяснилось, что проблемы вызваны допущенными при переделках проекта ошибками в математических расчётах. Беретти был отстранен от должности.
В 1875 году в Киев снова приехал император Александр II. Осуществляя инспекционный осмотр города, он поинтересовался и строительством соборного храма. Увидев безлюдную строительную площадку и полностью прогнившие леса, он приказал любой ценой продолжить строительство. Из Петербурга немедленно вызвали Рудольфа Бернгарда, который произвел точные математические расчеты нагрузок на стены и перекрытия, а затем нашёл и техническое решение для ликвидации трещин. Внешние несущие стены было предложено укрепить пристройкой боковых нефов и контрфорсов. Собор спасали и достраивали другие.

## Память
- Режиссёр Валентин Соколовский в 1994 году снял телевизионный фильм «Беретти. Отец и сын».

## Семья
Имел трёх сыновей:
- Александр Александрович (1848—1917?) — учился в МСХИ (не окончил); действительный статский советник (с 22.04.1907[5]); бухгалтер, занимался вопросами кооперации и кредитования сельскохозяйственных производителей, автор известного в бухгалтерском учёте «красного сторно»[6]; редактор журнала «Хроника учреждений мелкого кредита»[7].
- Николай Александрович (1852 — после 1917) — выпускник Петербургского технологического института (1874); действительный статский советник (с 1913); управляющий акцизными сборами Курской губернии.
- Константин Александрович[8]